# Montejo de Tiermes
Montejo de Tiermes, antigament Montejo de Liceras o simplement Montejo, és un municipi de la província de Sòria, a la comunitat autònoma de Castella i Lleó.
En el Cens de 1789, ordenat por el Comte de Floridablanca, figurava como lloc del Partit d'Ayllón a la Intendència de Segòvia, amb jurisdicció de senyoriu i sota la autoritat d'un alcalde pedani nomenat pel Marqués de Villena. Comptava llavors amb 289 habitants.
Amb la caiguda de l'antic règim la localitat es constitueix en municipi constitucional, conegut fins llavors com Montejo. Amb la creació de les províncies espanyoles passa a adscriure's a la província de Sòria, a la regió de Castella la Vella, partit de El Burgo de Osma que en el cens de 1842 comptava amb 66 llars i 270 veïns.
A mitjans del segle xix passa a denominar-se Montejo de Liceras creixent el terme municipal en annexar-se els termes de Pedro, Rebollosa de Pedro, Sotillos de Caracena i Torresuso.
A finals del s. XX creix de nou el terme municipal amb la incorporació Carrascosa de Arriba, Cuevas de Ayllón, Hoz de Abajo, Hoz de Arriba, Noviales i Valderromán.